# Амбоселі (національний парк)
Національний парк Амбоселі — національний парк в південній частині Кенія поблизу кордону з Танзанією займає площу 392 км ². Заснований в 1974, на місці раніше існуючого 1906 заповідника. У 1991 організація ЮНЕСКО визнала парк, як біосферний заповідник.

## Географія
Парк охоплює південно-західні схили гори Кіліманджаро. На його західному краю озеро Амбоселі (насправді озеро існувало тут, в плейстоцені, але його басейн був заповнений лавою з вулкана Кіліманджаро — тепер це скоріше мокре місце в дощовий сезон, де існують численні невеликі пагорби вулканічного походження).

## Флора
Рослинність в основному сухий чагарник, савана, й унікальні болотні рослини (в основному осока).

## Фауна
Національний парк Амбоселі відомий своїм великим розмаїттям птахів (50 видів). До них належать Пелікани, качки вальдшнеп і баклан. Крім того, парк населений величезними стадами слонів. Крім того, тут мешкають бегемоти, носороги, буйволи, жирафи, леопарди, бабуїни, гієни і шакали. Раніше були також леви, але вони були знищені масаї.